# Kostel Notre-Dame de la Gare
Kostel Notre-Dame de la Gare (doslovně Panny Marie z Nádraží) je katolický farní kostel ve 13. obvodu v Paříži, uprostřed náměstí Place Jeanne-d'Arc postavený v polovině 19. století. Kostel je zasvěcen Panně Marii a pojmenován po místní čtvrti Gare.

## Historie
Výstavba kostela začala v roce 1847 v novorománském slohu. Kostel byl vysvěcen 11. listopadu 1859. Velké varhany vytvořil v roce 1863 Aristide Cavaillé-Coll.